# Heteroconger obscurus
Heteroconger obscurus és una espècie de peix pertanyent a la família dels còngrids.

## Descripció
- Pot arribar a fer 33,6 cm de llargària màxima.[6][7]

## Hàbitat
És un peix marí, demersal i de clima tropical que viu fins als 15 m de fondària.

## Distribució geogràfica
Es troba a l'Índic oriental: les illes Nicobar (l'Índia).

## Observacions
És inofensiu per als humans.